# 科奇县

所在位置

科奇县(乌尔都语: کیچ)，又称土尔巴特县，为巴基斯坦俾路支省的一个县，位于该省西南部。总人口750,000(2005年估计值)，绝大部分信仰伊斯兰教。 县治位于科奇市。

## 行政区划
科奇县分为4个乡。